# Bromfenaco
El bromfenaco es un fármaco antiinflamatorio no esteroideo  que se utiliza para el dolor y la inflamación después de la cirugía de cataratas .  Se utiliza como colirio dos veces al día durante dos semanas. 
Los efectos secundarios más frecuentes son enrojecimiento ocular, picor de ojos y dolor de cabeza; otros efectos secundarios pueden ser cicatrización más lenta, hemorragias y queratitis. Actúa bloqueando la producción de prostaglandinas.
El bromfenaco fue aprobado para uso médico en los Estados Unidos en 2005.  Está disponible como medicamento genérico .  En los Estados Unidos, 1,7 ml de solución al 0,09% cuesta alrededor de 51 dólares en 2021.  En el Reino Unido, 5 ml de la solución le cuestan al NHS 8,5 libras  esterlinas. 